# Pio Schinetti
Pio Schinetti (Modena, 3 giugno 1875 – Milano, 10 novembre 1941) è stato un giornalista italiano.
Cresciuto nell'adorazione di Giuseppe Mazzini, in gioventù partecipò alla guerra greco-turca del 1897 coi garibaldini guidati da Ricciotti Garibaldi in sostegno della Grecia, dopodiché nel 1900 assunse la direzione del quotidiano repubblicano e liberista il Giornale del Popolo di Genova, di cui rimase direttore fino al 1903. Fu poi direttore de il Resto del Carlino dal 15 dicembre 1905 al 23 dicembre 1907 e, dal 1908 al febbraio 1920, fu redattore capo con funzioni di direttore de Il Secolo di Milano.